# Göbler-Hirthmotoren
Die Göbler-Hirthmotoren KG ist ein Motorenhersteller mit Sitz in Benningen am Neckar in Deutschland.

## Geschichte
Das Unternehmen ging 1974 aus der ehemaligen Hirth Motoren GmbH hervor. Das Programm umfasst unter anderem Flugmotoren für Ultraleichtflugzeuge und Kleinmotoren für verschiedenste Anwendungen. 2016 wurde das Unternehmen vom chinesischen Konzern DEA General Aviation übernommen. Nach einer Insolvenz 2018 wurde das Unternehmen an den schweizerisch-schwedischen Drohnenhersteller UMS Skeldar  verkauft.

## Produkte
Gefertigt werden unter anderem einstufige Untersetzungsgetriebe und Motoren zwischen 1,3 PS und 110 PS
- Einzylinder-Zweitaktmotoren Zweizylinder-Zweitaktmotor Hirth 2702V

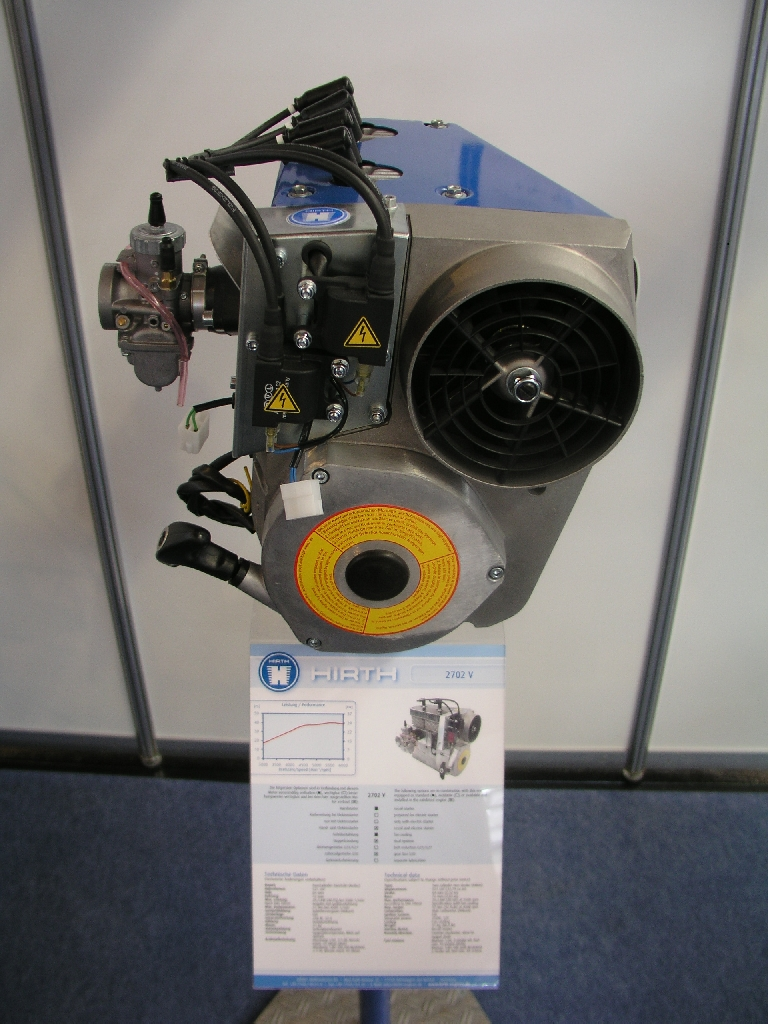
Zweizylinder-Zweitaktmotor Hirth 2702V

- Zwei- und Dreizylinder-Zweitakt-Reihenmotoren
- Zwei- und Vierzylinder-Zweitakt-Boxermotoren
- Sechszylinder-Zweitakt-Boxermotoren